# Хейлцук-увикяла
Хейлцук-увикяла (Heiltsuk-Oowekyala) — северовакашский (квакиутлский) язык, на котором говорят народы увикино и хейлцук, проживающие на центральном побережье провинции Британская Колумбия в Канаде. Имеет два диалекта, хейлцук и увикяла, которые в отличие от других вакашских языков в характерной особенности являются тональными. Справочник Ethnologue называет этот язык как «хейлцук» с диалектом белла-белла, обозначенным как «северный хейлцук», и увикяла, называемый как «южный хейлцук».

## Алфавит
Фонетический алфавит был разработан Хейлцукским культурно-образовательным центром в 1986 году.
| b  | p  | p̓ | m | ṃ́ | ṃ | m̓ | ṃ̓  | d  | t  | t̓  | n | ṇ́ | ṇ | n̓ | ṇ̓ | z | c | c̓  | s  |
| λ  | ƛ  | ƛ̓ | ɫ | l | ḷ́ | ḷ | l̓  | ḷ̓  | g  | k  | k̓ | x | y | í | i | y̓ | i̓ | gv | kv |
| k̓v | xv | w | ú | ú | w̓ | u̓ | ǧv | qv | q̓v | x̌v | ǧ | q | q̓ | x̌ | h | á | a | h̓  | a̓  |